# El Frago
El Frago ist ein Ort und eine Gemeinde in der Provinz Saragossa in der Autonomen Region Aragón in Spanien. 2024 hatte die Gemeinde 134 Einwohner. 

## Lage
El Frago liegt etwa 100 Kilometer nördlich von Saragossa im Pyrenäenvorland in einer Höhe von 630 m am Fluss Arba de Biel. 

## Bevölkerungsentwicklung
Demographische Daten für El Frago von 1900 bis 2021:
| 1900 | 1910 | 1920 | 1930 | 1940 | 1950 | 1960 | 1970 | 1981 | 1991 | 2001 | 2011 | 2021 |
| ---- | ---- | ---- | ---- | ---- | ---- | ---- | ---- | ---- | ---- | ---- | ---- | ---- |
| 541  | 563  | 544  | 478  | 455  | 439  | 349  | 177  | 139  | 117  | 139  | 110  | 115  |

## Sehenswürdigkeiten
- Nikolauskirche (Iglesia de San Nicolás de Bari)
- Kapelle Santa Ana

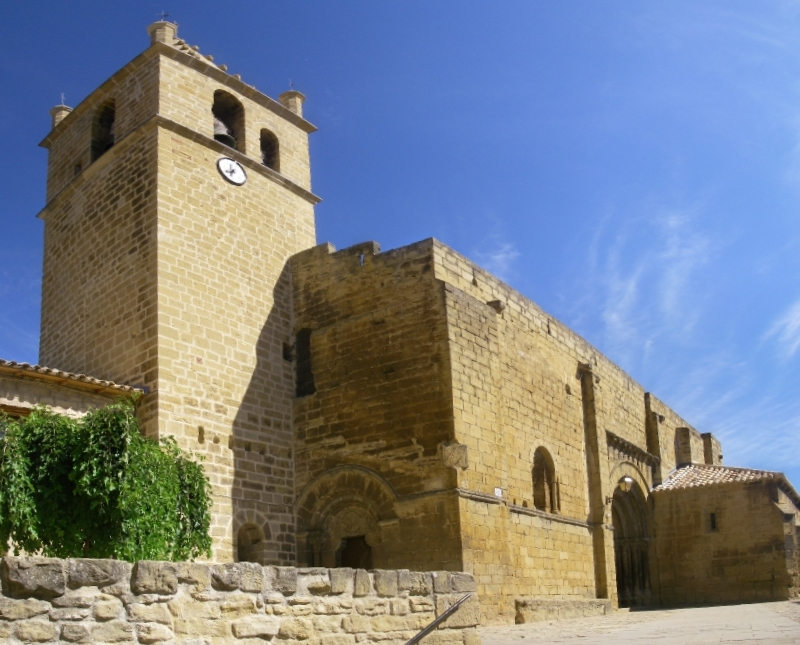
Nikolauskirche
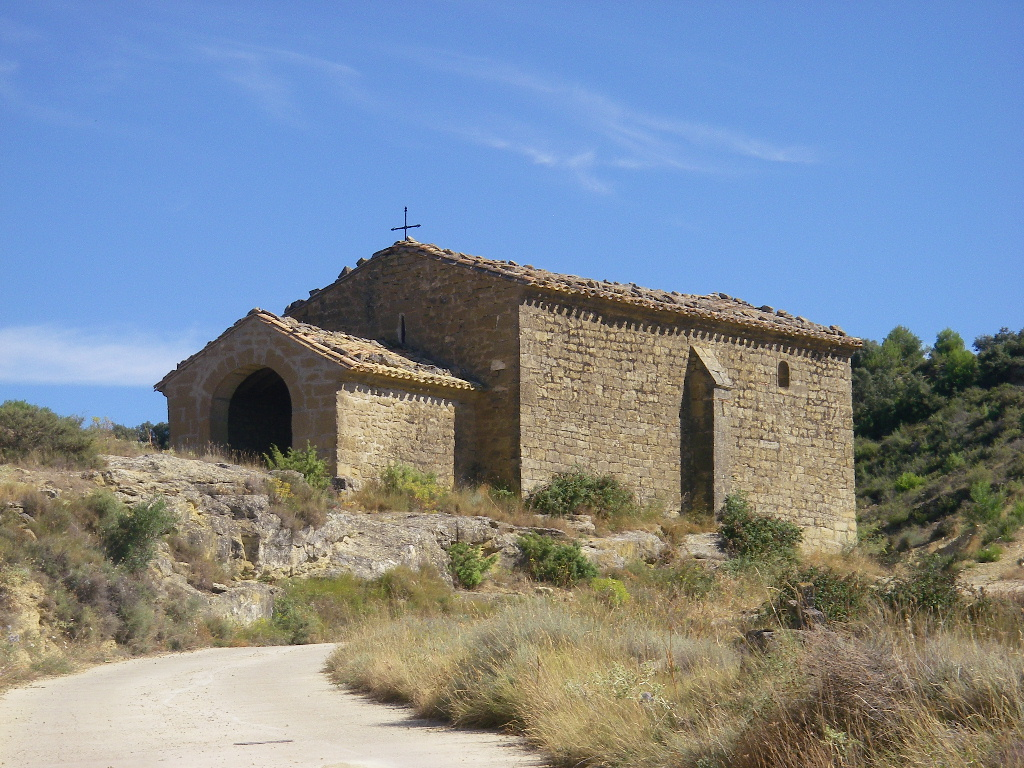
Kapelle Santa Ana
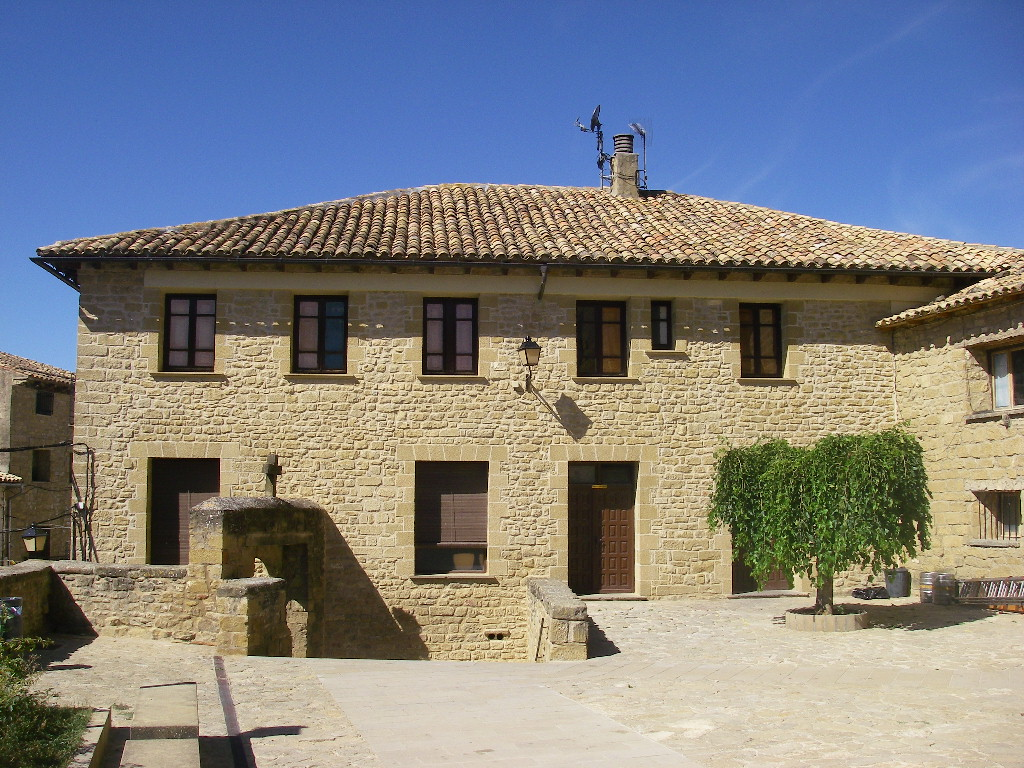
Rathaus